# Огринчук, Алексей Леонидович
Алексей Леонидович Огринчук (род. 31 декабря 1978, Москва) — российский и нидерландский гобоист и дирижёр.

## Биография

### Сольная карьера
Сын пианиста Леонида Огринчука. Начал играть на гобое в девять лет. Окончил Среднюю специальную музыкальную школу имени Гнесиных (класс И. Ф. Пушечникова).
С 13-летнего возраста активно концертирует в качестве солиста-гобоиста. С 1992 по 1995 годы принимал активное участие в концертах и презентациях фонда Новые имена.
Окончил Парижскую Национальную Консерваторию Музыки и Танца (класс Мориса Бурга, Жана-Луи Капеззали и Жака Тиса).
С 1999 по 2005 годы соло-гобоист Роттердамского филармонического оркестра.
С 2005 г. соло-гобоист амстердамского Королевского Оркестра Концертгебау.
В качестве солиста выступал с такими оркестрами как Королевский оркестр Концертгебау, Симфоническими оркестрами Базеля, Ставангера, Би-Би-Си (Лондон), Тенерифе, Российским национальным оркестром, национальными оркестрами Бельгии, Тулузы, Лилля, филармоническими оркестрами Малайзии, Варшавы, Роттердама, камерными оркестрами: Швеции, 
Мюнхена, Штутгарта, Лозанны, Женевы и многими другими.
Среди дирижёров, с которыми выступал Алексей, как солист, Марис Янсонс, Валерий Гергиев, Геннадий Рождественский, Сейдзи Одзава, Фабио Луизи, Кент Нагано, Мишель Плассон, Дэниел Хардинг, Туган Сохиев, Андрис Нелсонс, Яп ван Зведен, Стефан Денев, Джанандреа Нозеда, Йиржи Белоглавек и многие другие.
В сезоне 2000-2001 представлял Парижский концертный зал Cité de la musique в престижной концертной серии «Восходящие звёзды» и сыграл ряд сольных концертов в известнейших концертных залах: Карнеги-холл (Нью-Йорк), Консертгебау (Амстердам), Музикферайн (Вена), Вигмор холл (Лондон), Мегарон (Афины), Пале де Бозар (Брюссель), Филармония (Кёльн).
В сезонах 2005-2007 принимал участие в программе Би-Би-Си Новое поколение артистов.
Алексей Огринчук выступал на таких крупных международных музыкальных фестивалях как Музыкальный фестиваль Вербье, Би-Би-Си Промс, Фестиваль камерной музыки в Локенхаусе, Люцернский фестиваль, Берлинский фестиваль, Эдинбургский международный фестиваль, Декабрьские вечера Святослава Рихтера, «Crescendo».
Среди партнёров Алексея по камерному музицированию Гидон Кремер, Раду Лупу, Томас Квастхофф, Миша Майский, Владимир Спиваков, Жан-Ив Тибоде, Морис Бург, Табеа Циммерман, Николай Знайдер, Валерий Афанасьев, Фабио Бьонди, Юлиан Рахлин, Серджио Аззолини и многие другие.
В 2010 г. стал первым исполнителем концертов для гобоя с оркестром Родиона Щедрина и Марка-Андре Дальбави.
В 2022 г. сыграл мировую премьеру концерта для гобоя с оркестром Александра Раскатова «Река Времён», посвящённого Алексею Огринчуку.
Алексей Огринчук играет на гобое французской фирмы Мариго.

### Дирижирование
С 2018 года начал параллельно выступать в качестве дирижёра. За это время дирижировал такими оркестрами как Симфонический оркестр Мариинского театра, Филармонический оркестр Монте-Карло, Брюссельский филармонический оркестр, Филармонический оркестр Кансаи (Осака), Национальный оркестр Луары,
Камерный оркестр Консертгебау и другими.
С сезона 2023-2024 является главным дирижёром Нидерландского оркестра Phion (Арнем - Энсхеде).

### Преподавание
С 2001 по 2011 год был приглашённым профессором по гобою в Королевской академии музыки (Лондон). С 2009 по 2011 год он также был профессором по гобою в Музикене (Сан Себастьян).
С 2010 года состоит приглашённым профессором в Королевской консерватории Гааги, с 2011 года — профессор по гобою в Высшей школе музыки Женевы.

## Премии и призы
В 1998 г. стал победителем (1 премия по гобою) на Международном конкурсе исполнителей в Женеве.
В 2002 г. получил престижную премию «Виктуар де ля мюзик» (Франция) в двух номинациях: «Зарубежный исполнитель — открытие года» и «приз публики».
В 2005 г. получил молодёжную премию «Триумф» (Москва).
В 2007 г. получил приз Фонда Борлетти-Буитони (Лондон).

## Записи
Р. Шуман - Музыка для гобоя и фортепиано (с Леонидом Огринчуком) (Harmonia Mundi, 2003)
Н. Скалкотас - Концертино для гобоя и фортепиано (BIS Records, 2003)
И. С. Бах - Концерты для гобоя (BIS Records, 2010)
Р. Щедрин - Концерт для гобоя (мировая премьера) (RCO Live, 2010)
В. А. Моцарт - Концерт, квартет, соната для гобоя (BIS Records, 2012)
XX век - Произведения для гобоя и фортепиано (с Леонидом Огринчуком) (BIS Records, 2014)
Р. Штраус - Концерт для гобоя, серенады для духовых инструментов (BIS Records, 2017)
В. А. Моцарт, К. М. фон Вебер, Ж. М. С. Дюпуи - (Дирижёр) Концерты для фагота (BIS Records, 2020)
В. А. Моцарт - Гран Партита для духовых инструментов (BIS Records, 2020)